# Солонцовское сельское поселение (Ростовская область)
Солонцовское сельское поселение — муниципальное образование в Верхнедонском районе Ростовской области.
Административный центр поселения — хутор Солонцовский.
Общая площадь Солонцовского сельского поселения составляет 427,56 квадратного километра.

## География
Солонцовское сельское поселение территориально находится на левом берегу реки Дон, граничит с Шумилинским, Мигулинским, Нижнебыковским, Казанским, Тубянским сельскими поселениями. Также у Солонцовского сельского поселения есть общая граница с Шолоховским районом.

## История
10 мая 1923 года был образован сельсовет на территории хутора Солонцовский согласно Постановлению донской областной административной комиссии. Он проработал до 1968 года. С 1968 года хутор стал относиться уже к Краснооктябрьскому сельскому совету. Солонцовский сельский совет был образован 8 декабря 1986 года согласно Решению областного Совета народных депутатов. В апреле 1992 года прошла его реорганизация в Солонцовскую сельскую администрацию. С 1 января 2006 года стала функционировать Солонцовское сельское поселение.
В XXI веке на территории Солонцовского сельского поселения расположен дом культуры, детский сад, сельская администрация, работают фельдшерский пункт и почтовое отделение. На территории хуторов поселения расположен памятник в память о воинах, погибших во время Великой Отечественной войны. Во время празднования 9 мая у этих памятников есть почётный караул.
Солонцовское сельское поселение — одно из десяти сельских поселений муниципального образования «Верхнедонский район».
Численность населения на 1 ноября 2012 года составила 943 человека.

## Административное устройство
В состав Солонцовского сельского поселения входят:
- хутор Солонцовский,
- хутор Базковский,
- хутор Дубровский,
- хутор Заикинский,
- хутор Пузановский.

## Население
| 2010 | 2012 | 2013 | 2014 | 2015 | 2016 | 2017 |
| ---- | ---- | ---- | ---- | ---- | ---- | ---- |
| 945  | ↘913 | ↘891 | ↗892 | ↘867 | ↗868 | ↘844 |
| 2018 | 2019 | 2020 | 2021 |      |      |      |
| ↘819 | ↘809 | ↘801 | ↗814 |      |      |      |